# La Forest-Landerneau
La Forest-Landerneau (bretonisch Ar Forest-Landerne) ist eine französische Gemeinde im Département Finistère im Westen der Bretagne mit 1999 Einwohnern (Stand: 1. Januar 2022). Sie gehört zum Arrondissement Brest und ist Mitglied im Gemeindeverband Communauté d’agglomération du pays de Landerneau-Daoulas. Die Bewohner werden Forestois und Forestoises genannt.

## Geografie

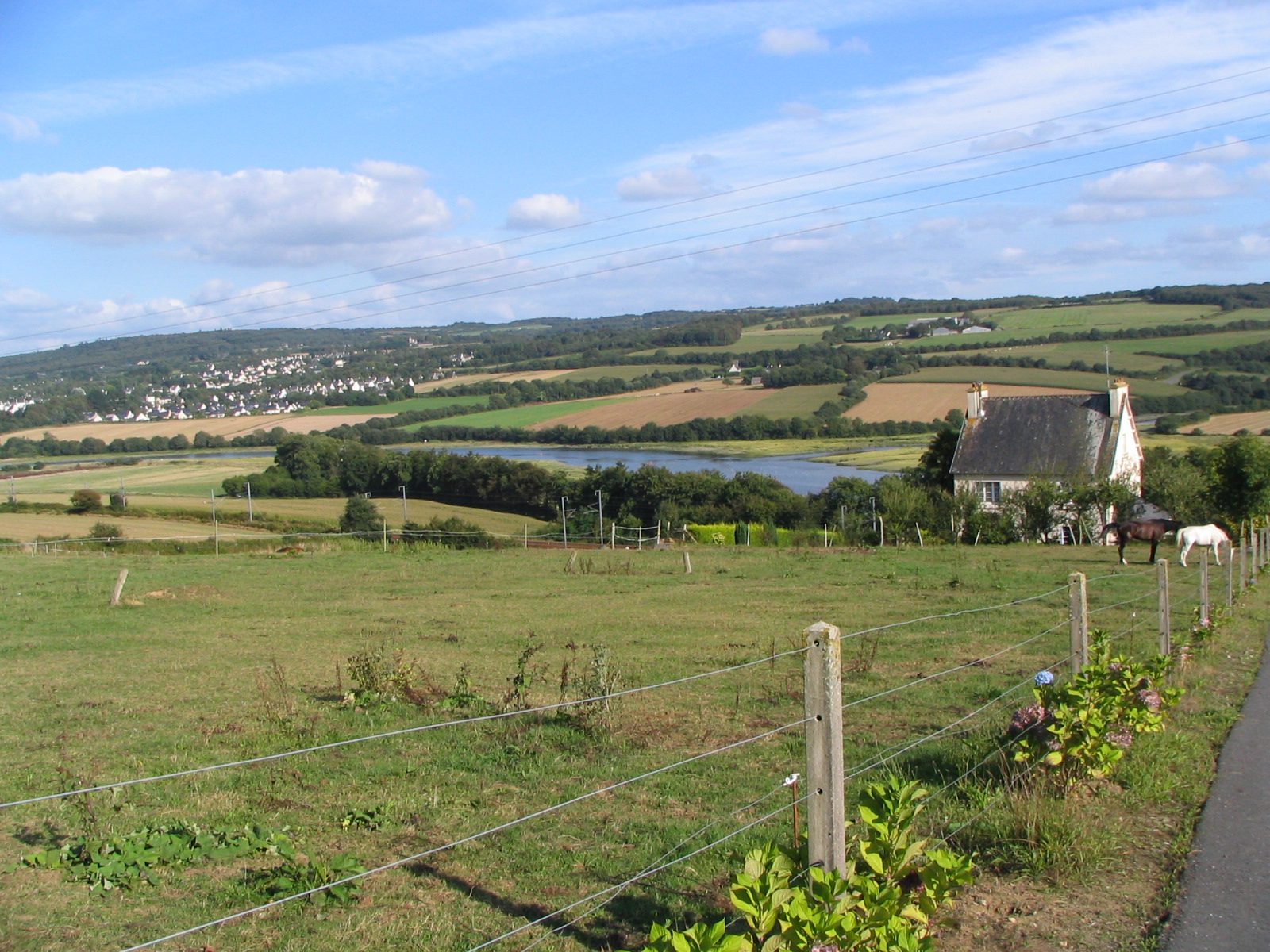
Blick auf den Élorn bei La Forest-Landerneau

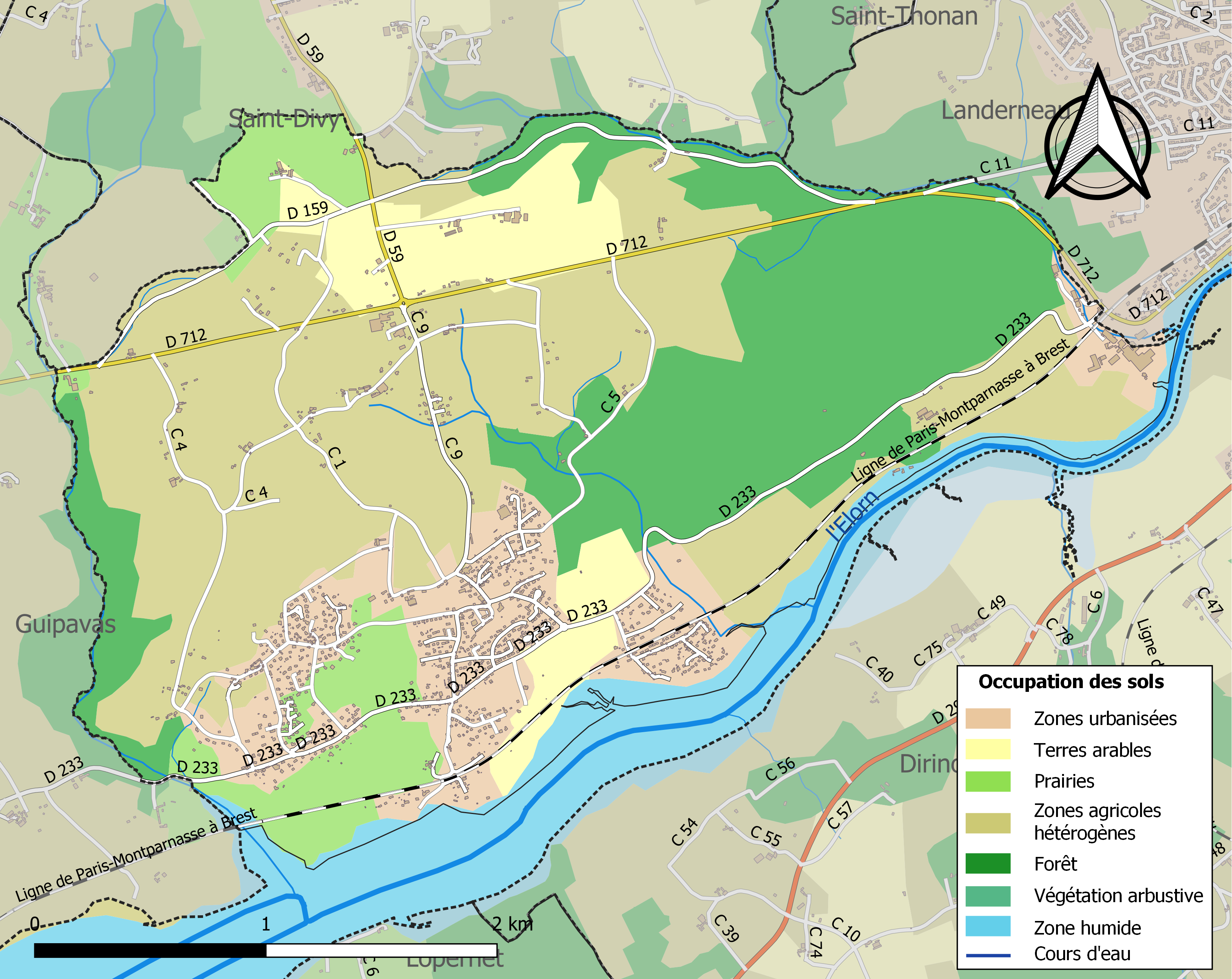
Bodennutzung, Hydrografie und Infrastruktur der Gemeinde (2018)

La Forest-Landerneau befindet sich am rechten Ufer des Küstenflusses Élorn in der historischen Provinz Pays de Léon, etwa 13 Kilometer ostnordöstlich von Brest. Die Gemeinde liegt am rechten Ufer des Küstenflusses Élorn, der hier bereits eine Trichtermündung in die Rade de Brest bildet.
Das Gebiet von La Forest-Landerneau ist Teil des Natura 2000-Schutzgebiets „Rivière Elorn“ (FR5300024) und von zwei ZNIEFF-Naturzonen. Etwa 58 % der Fläche der Gemeinde werden landwirtschaftlich genutzt (Grünland oder Kulturboden), über ein Viertel ist bewaldet, vor allem im Osten in Form des Forêt de Landerneau.
Umgeben wird La Forest-Landerneau von den drei Nachbargemeinden:
|          | Saint-Divy                                  | Landerneau |
| Guipavas | Kompassrose, die auf Nachbargemeinden zeigt |            |
| Élorn    | Élorn                                       | Élorn      |

## Bevölkerungsentwicklung
| Jahr                       | 1962 | 1968 | 1975 | 1982 | 1990 | 1999 | 2006 | 2013 | 2020 |
| Einwohner                  | 893  | 930  | 1160 | 1304 | 1619 | 1595 | 1752 | 1813 | 1962 |
| Quellen: Cassini und INSEE |      |      |      |      |      |      |      |      |      |

## Sehenswürdigkeiten

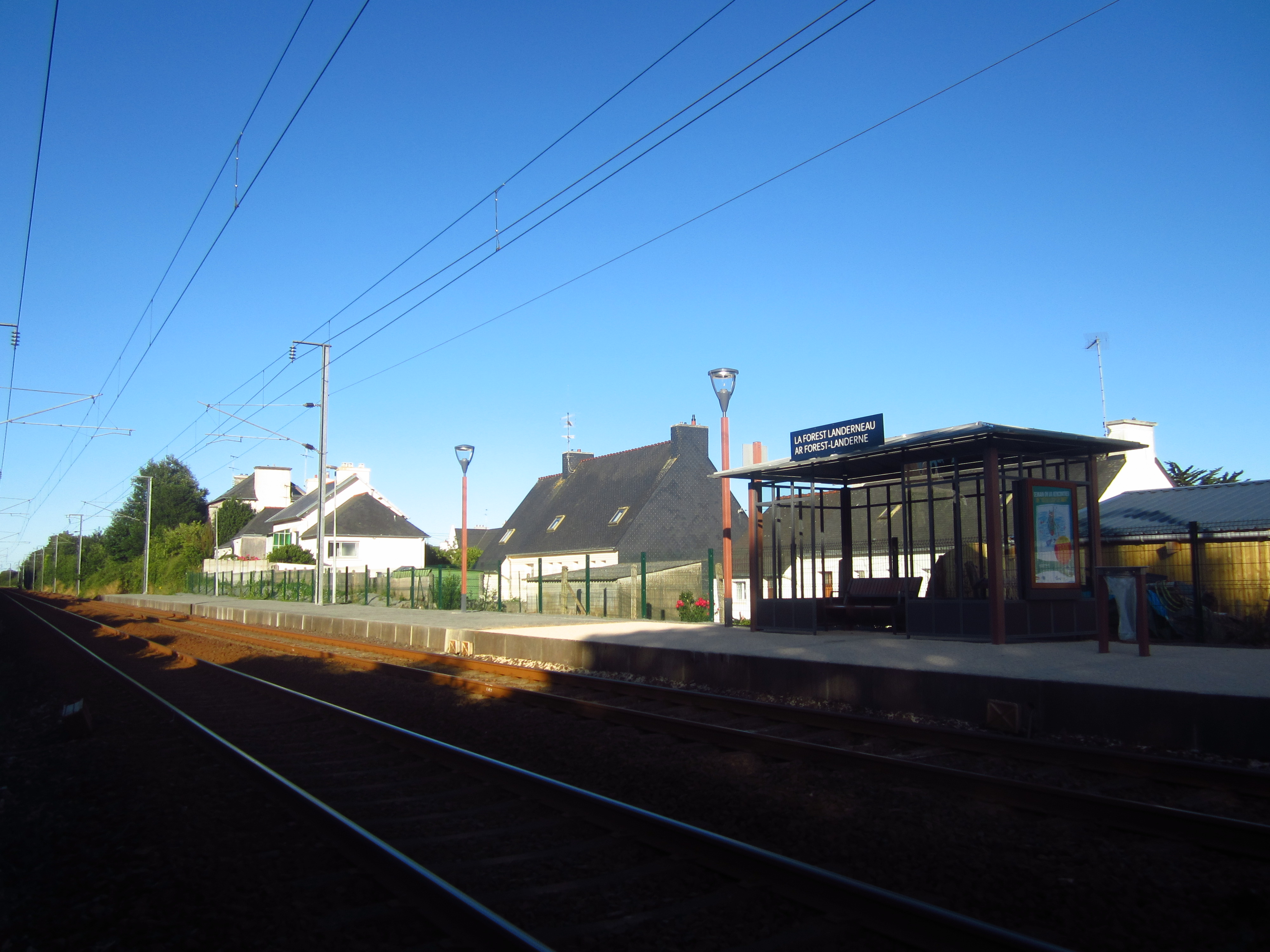
Haltepunkt an der Bahnstrecke Brest–Landerneau

- Pfarrkirche Saint-Ténénan, erbaut zwischen 1886 und 1887
- Kapelle Sainte-Anne, neu errichtet im Jahre 1831
- Ruine der Burg Joyeuse Garde aus dem 12. Jahrhundert, seit 1975 als Monument historique klassifiziert
- Schloss Guerrus-Laouen im Weiler Guerrus aus der zweiten Hälfte des 19. Jahrhunderts
- Herrenhaus La Grande Palud aus dem 15. Jahrhundert, seit 2014 als Monument historique eingeschrieben
- Calvaire auf dem Friedhof aus dem 16. Jahrhundert

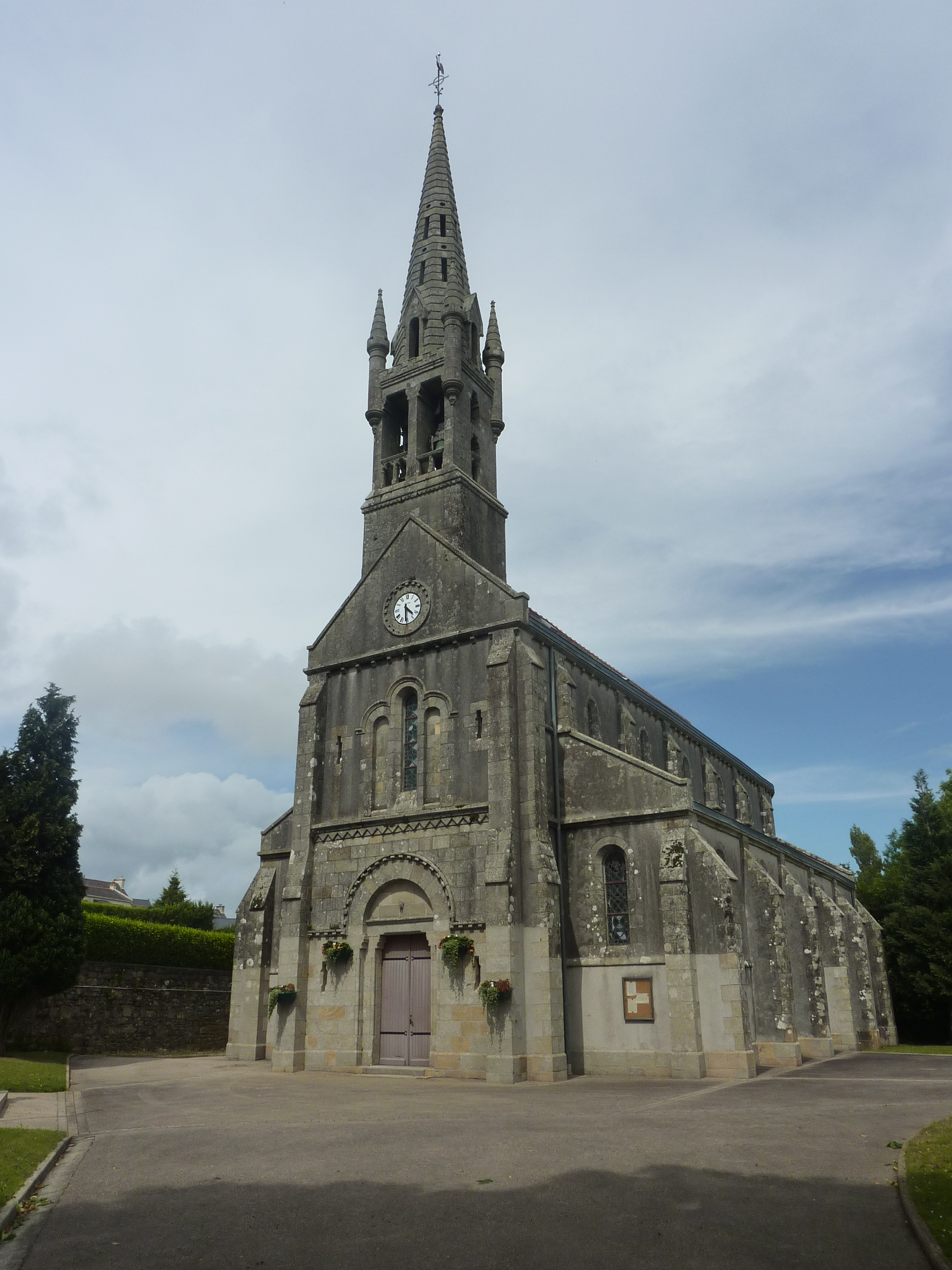
Pfarrkirche Saint-Ténénan
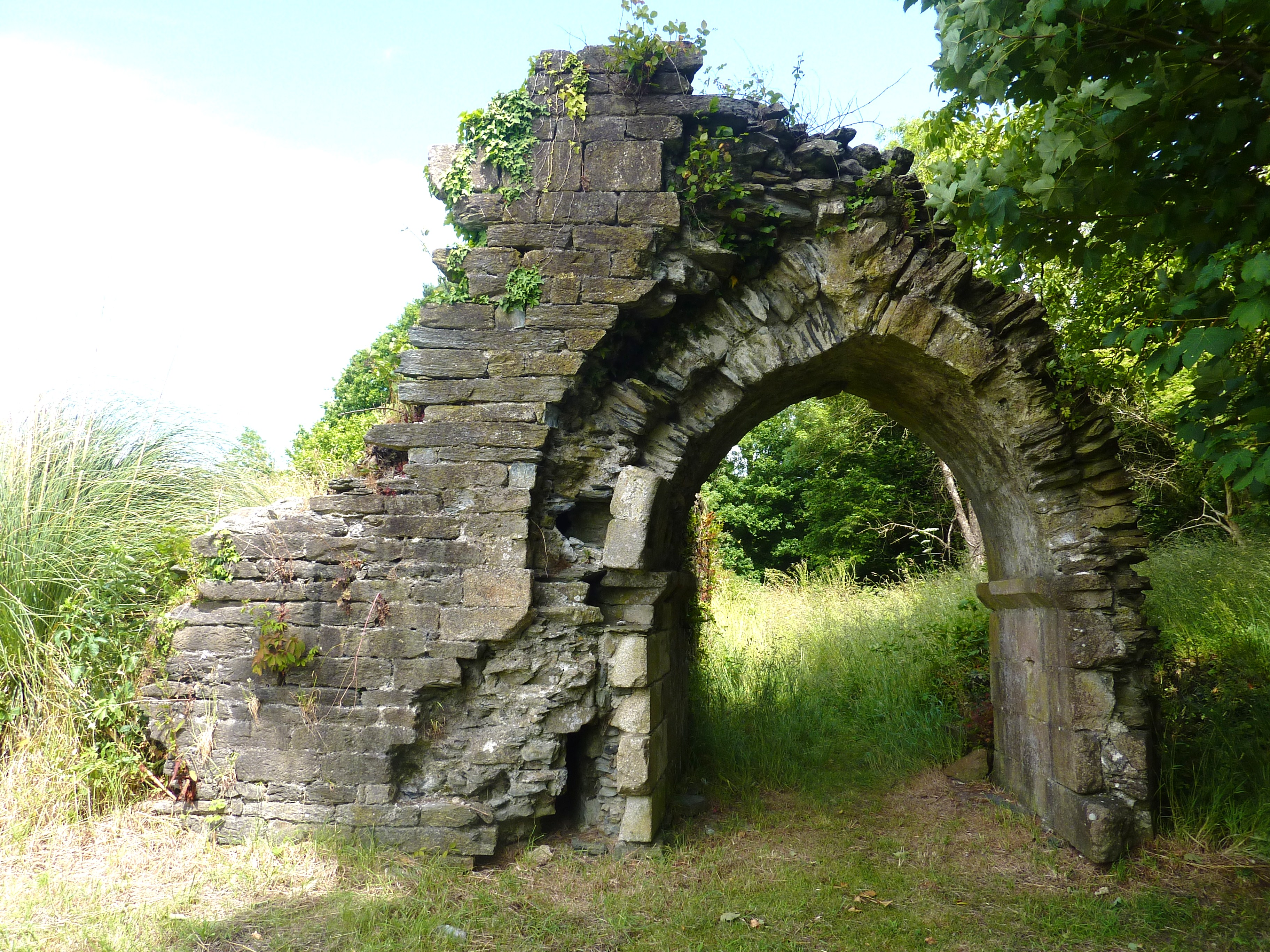
Ruine der Burg Joyeuse Garde
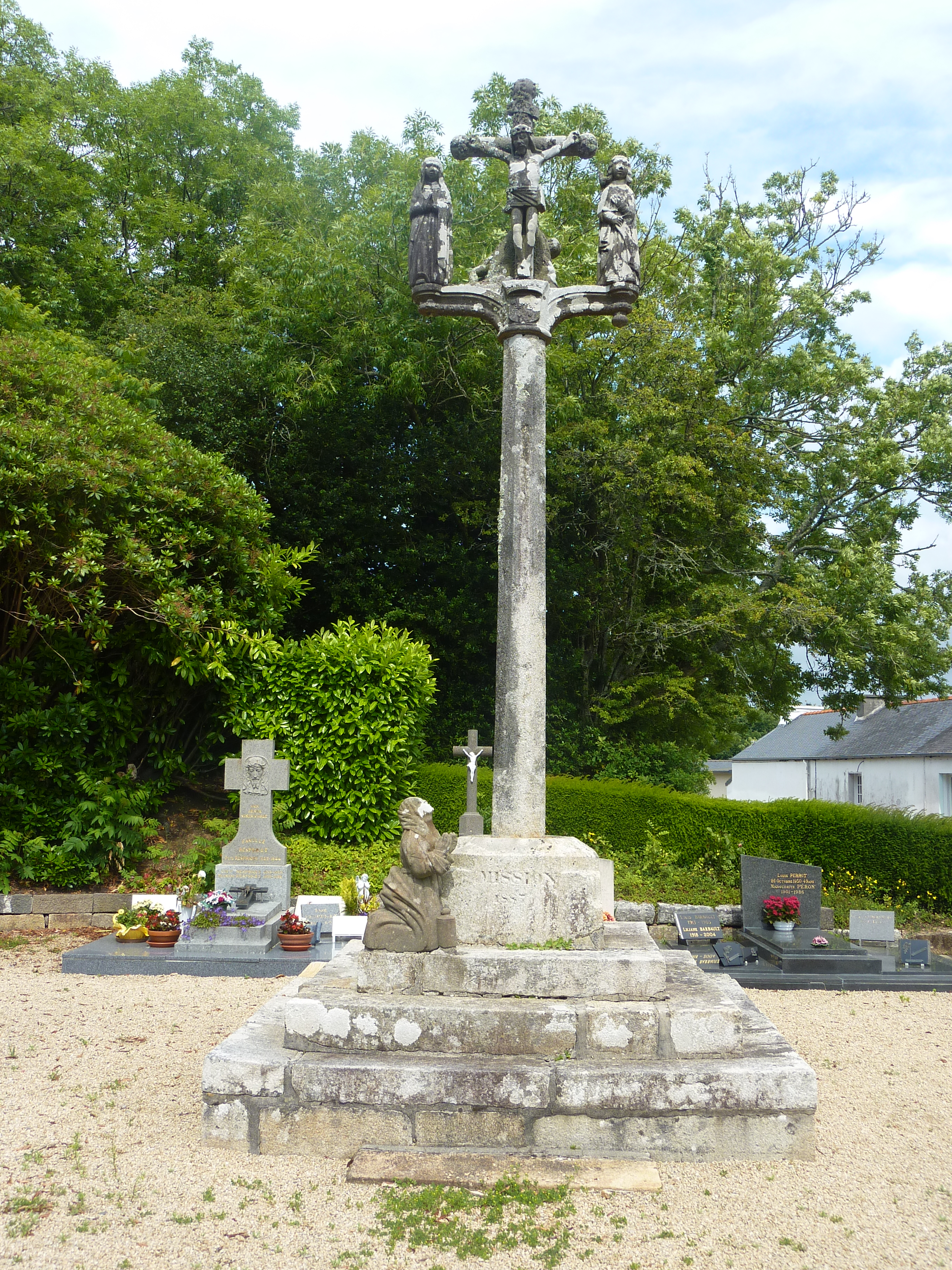
Calvaire

## Verkehr
Die Departementsstraße 712, die ehemalige Route nationale 12, durchquert das Gemeindegebiet von Ost nach West und verbindet es mit Landerneau im Osten und mit Brest über Guipavas im Westen. Die Departementsstraße 233 verläuft parallel zum Élorn, führt durch das Zentrum der Gemeinde und verbindet es mit Landerneau im Osten und mit Brest über Relecq-Kerhuon im Westen.
Die Gemeinde besitzt einen Haltepunkt an der Bahnstrecke Paris–Brest. Züge von einer Linie des TER Bretagne verbinden die Gemeinde mit Brest und Morlaix über Landerneau.